# Declivio
Declivio es una voz poco usada que hace referencia a una cuesta o inclinación de algún terreno. 
En fortificación, debe distinguirse declivio de talud ya que este se mide con respecto al plano vertical y aquel al horizontal. Por eso se dice declivio superior al plano de fuegos, muy poco inclinado y declivio de la banqueta a su pequeña rampa de subida. Es evidente que una inclinación de 45 grados igual puede llamarse talud que declivio. 
Las dos caras del foso no son lo uno, ni lo otro, sino escarpa y contraescarpa, y el verdadero declivio que desde esta se pierde en la campaña se llama glacis.